# Station Kęty Podlesie
Station Kęty Podlesie is een spoorwegstation in de Poolse plaats Kęty.